# Cytisophyllum
Cytisophyllum és un gènere de plantes amb flor de la tribu Genisteae de la família Fabaceae.

## Taxonomia
Aquest gènere té una sola espècie:
- Cytisophyllum sessilifolium - Ginesta sessilifòlia, ginesta de fulla sèssil